# Zonosaurus quadrilineatus
Zonosaurus quadrilineatus är en ödleart som beskrevs av den franske upptäcktsresande och naturforskaren Alfred Grandidier 1867. Zonosaurus quadrilineatus ingår i släktet Zonosaurus, och familjen sköldödlor. IUCN kategoriserar arten globalt som sårbar. Inga underarter finns listade.

## Bildgalleri

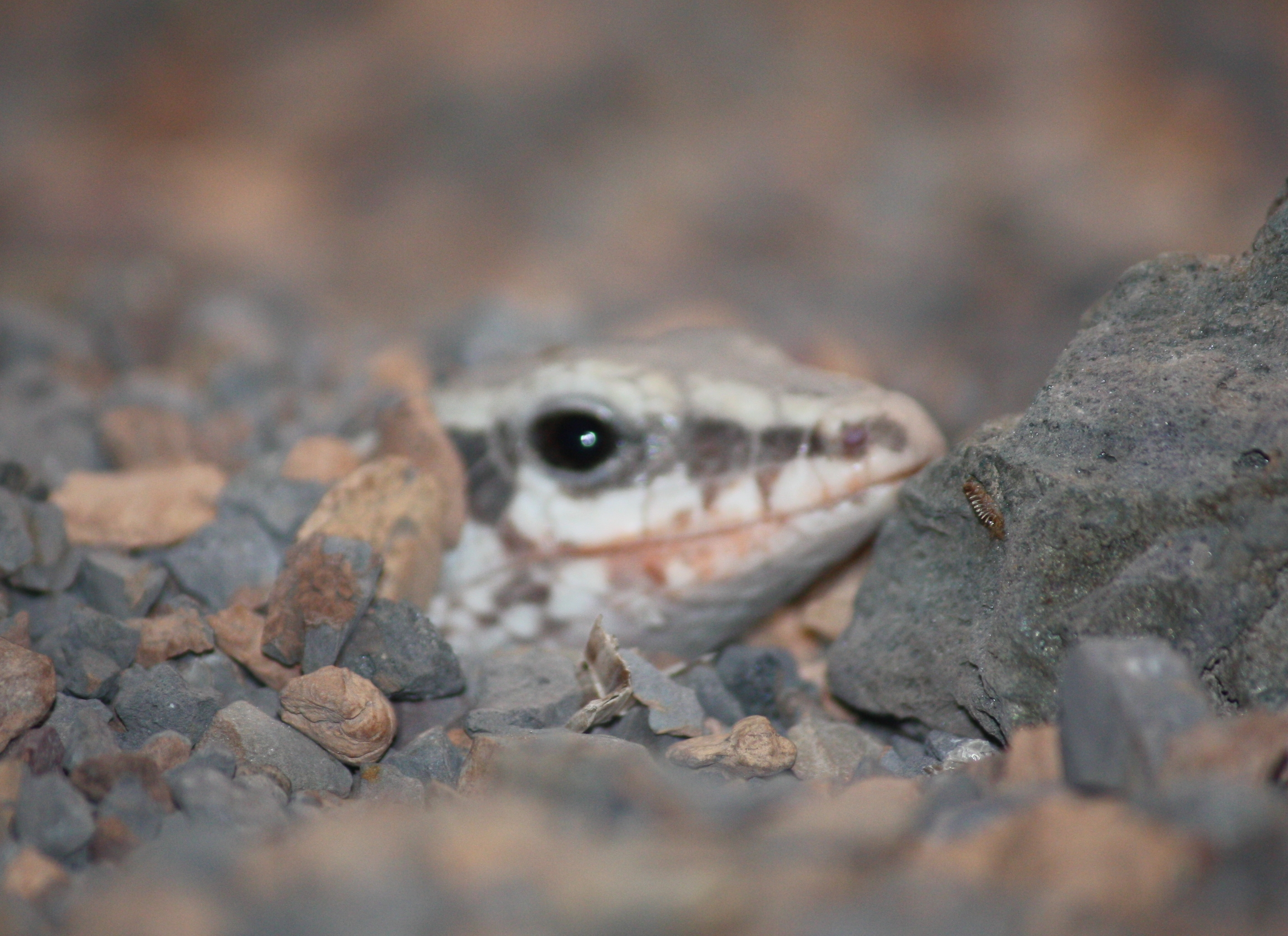

## Utbredning
Zonosaurus quadrilineatus förekommer endemiskt på Madagaskar, där den finns på den sydvästra delen av ön.